# Знаменское (Ржевский район)
Знаменское  — деревня в Ржевском районе Тверской области. Входит в состав сельского поселения «Хорошево».

## География
Находится в южной части Тверской области на расстоянии приблизительно 8 км по прямой на северо-запад от вокзала станции Ржев-Балтийский.

## История
Деревня была отмечена еще на карте 1825 года. В 1859 году здесь (сельцо Ржевского уезда Тверской губернии) был учтен 1 двор, в 1939—21.

## Население
Численность населения: 65 человек (1859 год), 23 (русские 91 %) в 2002 году, 25 в 2010.